# Miguel Juan Payán
Miguel Juan Payán (Madrid, 1962) es un crítico de cine, escritor y profesor español. Ha escrito más de 40 libros sobre cine y actualmente trabaja como profesor en la Escuela Universitaria de Artes TAI y como periodista en la Revista ACCIÓN

## Biografía
Nació en Madrid en 1962, licenciado en periodismo por la facultad de Ciencias de la Información de la Universidad Complutense de Madrid. Durante su trayectoria artística ha colaborado en el Festival Internacional de Cine de Madrid en las ediciones de 1985 y 1986. También ejerció como miembro de la Junta Directiva del Círculo de Escritores Cinematográficos (CEC).
Payán ha publicado artículos en los periódicos Diario 16 y Ya. Como crítico de cine ha trabajado para varios medios como La Gaceta de los Negocios y en las revistas Acción, Imágenes de Actualidad, Cine Nuevo, Revista de Cine, Manhattan, Pantalla 3 y Academia, esta última editada por la Academia de las Artes y las Ciencias Cinematográficas de España (AACCE). Además es profesor en la Universidad Rey Juan Carlos y Biblioteca Regional de la CAM.
Como escritor ha publicado 40 libros.

## Libros
- Las 100 mejores películas de artes marciales. San Sebastián de los Reyes (Madrid): Cacitel, 2007. ISBN 84-96613-17-8, ISBN 9788496613171
- La historia de España a través del cine. Madrid: Cacitel, 2007. ISBN 84-96613-10-0, ISBN 9788496613102
- Diccionario ilustrado del cine de terror. En colaboración con su hermano Javier Juan Payán. Madrid: Jardín, 2006. ISBN 84-95698-02-1, ISBN 9788495698025
- Grandes monstruos del cine. Miguel Juan Payán & Javier Juan Payán. Madrid: Jardín, 2006. ISBN 84-95698-03-X
- Los 100 mejores filmes de vampiros. Madrid: Cacitel, 2005. ISBN 84-87754-99-6, ISBN 9788487754999
- Las 100 mejores películas de piratas. Madrid: Cacitel, 2005. ISBN 84-87754-88-0
- Las 100 mejores películas españolas de la historia del cine. Madrid: Cacitel, 2005. ISBN 84-87754-92-9
- La cara oculta de las estrellas de Hollywood. Madrid: Jardín, 2005. ISBN 84-95698-00-5
- Diccionario ilustrado del cine de ciencia ficción. Miguel Juan Payán & Javier Juan Payán. Madrid: Jardín, 2005. ISBN 84-95698-01-3, ISBN 9788495698018
- «Don Quijote en la televisión» en El Quijote en el cine, coordinado por Miguel Juan Payán. Madrid: Jaguar, 2005. ISBN 84-96423-06-9. Págs. 135-154
- Hollywood Confidential. Los Trapos Sucios De Las Estrellas. Miguel Juan Payán & Juanjo Ocio Costales. Madrid: T & B, 2004. ISBN 84-95602-74-1
- Marlon Brando: de la A a la Z. Madrid: Jaguar, 2004. ISBN 84-95537-91-5
- Los mitos del Oeste en el cine. Madrid: Cacitel, 2004. ISBN 84-87754-75-9
- Steve McQueen. Un rebelde en Hollywood. Miguel Juan Payán & Ramiro Navarro. Madrid: T & B, 2004. ISBN 84-95602-66-0
- Los verdaderos gángsters en el cine. Madrid: Cacitel, 2004. ISBN 84-87754-87-2
- Las 100 mejores películas del cine histórico y bíblico. Madrid: Cacitel, 2003. ISBN 84-87754-73-2
- Anécdotas sobre la muerte en la meca del cine. Miguel Juan Payán & José Luis Mena. Madrid: Cacitel, 2003. ISBN 84-87754-58-9
- Anthony Quinn. Miguel Juan Payán & Silvia García Jerez. Las Rozas (Madrid): Dastin, 2003. ISBN 84-492-0337-6
- Secretos y mentiras de Hollywood. Miguel Juan Payán & Javier Juan Payán. Madrid: T & B, 2003. ISBN 84-95602-41-5
- Las 100 mejores escenas de la historia del cine. Miguel Juan Payán, José Luis Mena & Javier Juan Payán. Madrid: Cacitel, 2002. ISBN 84-87754-55-4
- Katharine Hepburn, la fiera de Hollywood. Miguel Juan Payán & Nicolás Belasco. Madrid: Cacitel, 2002. ISBN 84-87754-63-5, ISBN 9788487754630
- Cine español actual. Madrid: J.C. 2001. ISBN 84-89564-24-8
- Efectos especiales (1900-2001): de King Kong a La guerra de las galaxias. Miguel Juan Payán & Javier Juan Payán. Pozuelo de Alarcón (Madrid): Minor Network, 2001. ISBN 84-95673-74-6
- El señor de los anillos . Cine y fantasía heroica. Miguel Juan Payán & Lyle Gorch. Madrid: Cacitel, 2001. ISBN 84-87754-50-3, ISBN 9788487754500
- Todo lo que siempre quiso saber sobre el cine y nadie se atrevió a contar. Madrid: T & B, 2001. ISBN 84-95602-18-0, ISBN 9788495602183
- George Lucas: el mayor espectáculo del mundo. Madrid: J.C. 1999. ISBN 84-95121-08-5
- Las 100 mejores películas policíacas y de gángsters de la historia del cine. Miguel Juan Payán & José Luis Mena. Madrid: Cacitel, 1996. ISBN 84-87754-10-4
- Guía del Cine independiente americano de los 90. Miguel Juan Payán & Susana M. Villalba. Madrid: Nuer, 1996. ISBN 84-8068-037-7
- Oliver Stone. Madrid: J.C. 1996. ISBN 84-85741-95-1
- La verdadera historia de Quasimodo, el jorobado de Notre-Dame. Adaptación de la novela original de Víctor Hugo Nuestra Señora de París. Madrid: Nuer, 1996.
- 100 diosas de 100 años de cine. Miguel Juan Payán, Javier Cuesta & José Luis Mena. Madrid: Cacitel, 1995. ISBN 84-87754-12-0
- Brad Pitt. Madrid: Nuer, 1995. ISBN 84-8068-030-X
- Diccionario de actores, Volumen 2. Madrid: J.C. 1995. ISBN 84-89564-00-0, ISBN 9788489564008
- Grandes estrellas del cine de artes marciales. Miguel Juan Payán & Javier Juan Payán. Madrid: Nuer, 1995. ISBN 84-8068-031-8
- Quentin Tarantino. Miguel Juan Payán, Francisco Delgado & Jacinto Uceda. Madrid: J.C. 1995. ISBN 84-85741-96-X
- Las 100 mejores películas de suspense de la historia del cine. Miguel Juan Payán, Javier Cuesta & José Luis Mena. Madrid: Cacitel, 1994. ISBN 84-87754-07-4
- El cine español de los 90. Madrid: J.C. 1993. ISBN 84-85741-81-1
- Francis Ford Coppola. Madrid: J.C. 1992. ISBN 84-85741-73-0
- David Lynch. Madrid: J.C. 1991. ISBN 84-85741-67-6
- Cary Grant. Madrid: J.C. 1988. ISBN 84-85741-43-9
- Marcello Mastroianni. Madrid: J.C. 1987. ISBN 84-85741-41-2
- Max Ophüls. Número 28 de Colección Directores de cine. Madrid: J.C. 1987
- Robert Redford. Madrid: J.C. 1987. ISBN 84-85741-38-2
- James Dean. Madrid: J.C. 1986. ISBN 84-85741-32-3
- Manuel Gutiérrez Aragón. Miguel Juan Payán & José Luis López. Madrid: J.C. 1985. ISBN 84-85741-29-3

## Premios y distinciones
En enero de 2017 recibió la Medalla del Círculo de Escritores Cinematográficos por toda su labor periodística.